# 内涵段子
内涵段子是由北京字节跳动科技有限公司开发的一款包含各类短视频、有趣评论、笑话段子、图片、精华等主题的搞笑娱乐社区应用程序，于2012年3月上线。2018年4月10日，该应用因“存在导向不正、格调低俗等突出问题”而被中国国家广播电视总局责令永久关停。

## 历史
2012年3月，内涵段子上线其首个版本，较今日头条首个版本的上线时间（2012年8月）要早。根据第三方数据App Annie显示，内涵段子安卓版在2018年4月的近90天内的所有类别下载量中约在50位左右，最高排名为4月9日的27位；在娱乐类应用下载量中排名在10位左右，最高排名第4位。截至2017年，内涵段子共有2亿用户。

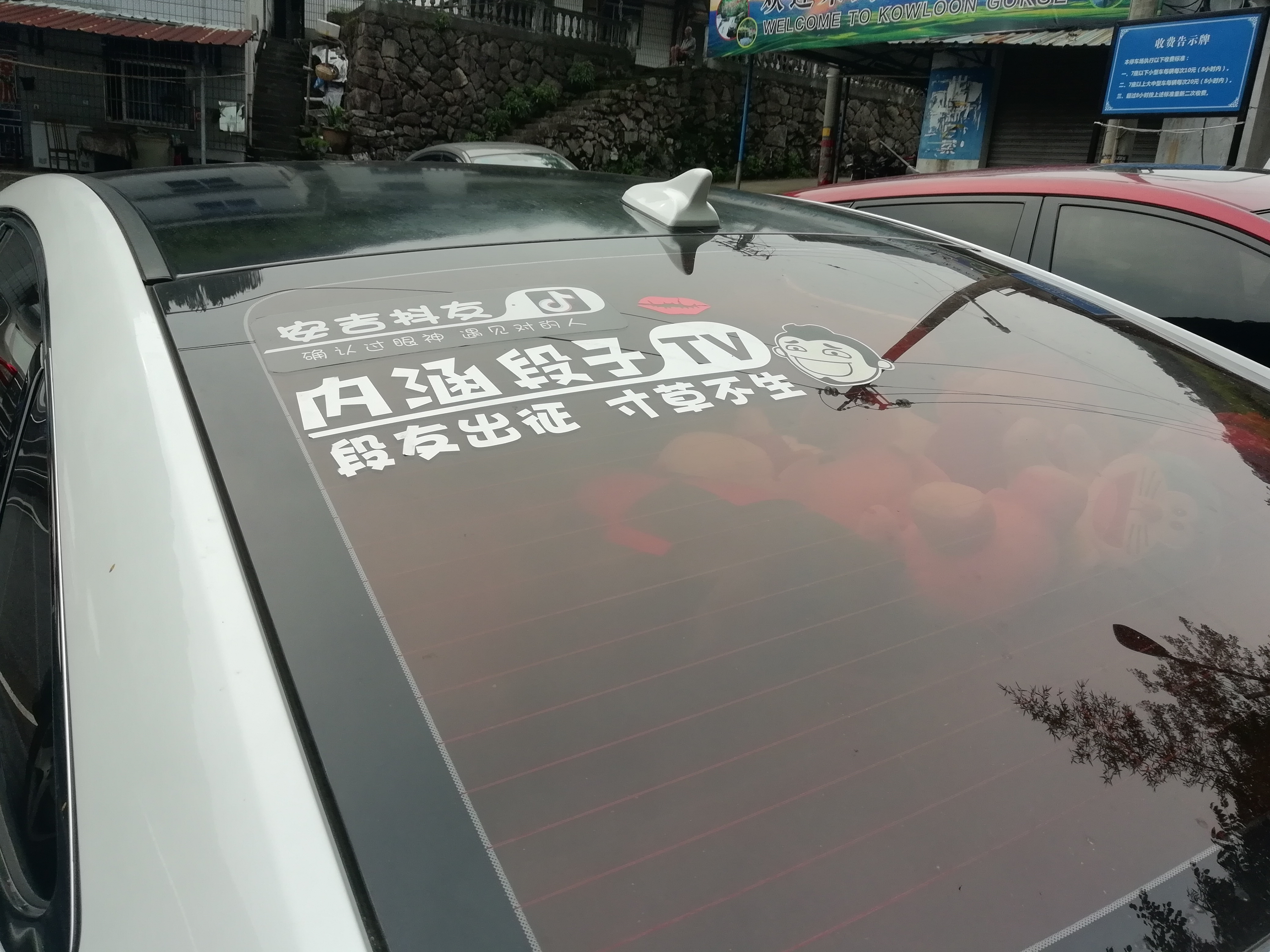
一车主在车上粘贴的“内涵段子”车贴

内涵段子上的用户自称为“段友”，不少用户在线下碰面时，以“啤酒小龙虾，段友是一家”、“轻风吹杨柳，敢问是段友”、“天王盖地虎，小鸡炖蘑菇”、「滴——滴滴」、「馒头」和连续三遍的「嗷~~」等作为暗号，甚至有用户以“内涵段子tv”等车贴贴在车上，表示自己是“段友”。有“段友”还自发组织举办线下聚会，更自发组织公益活动，为孩子们提供服装、学习用品和体育用品。

### 关停
2018年4月10日，国家广播电视总局发布消息，称该局在督察今日头条整改工作中，发现该公司组织推送的“内涵段子”客户端软件和相关公众号存在“导向不正、格调低俗等突出问题”。为此，广电总局责令今日头条永久关停“内涵段子”客户端软件及公众号，并要求该公司举一反三，全面清理类似视听节目产品。4月11日凌晨，今日头条CEO张一鸣就内涵段子被永久关闭一事向监管部门、用户及同事致歉。4月11日晚，大批内涵段子用户开车包围广电大厦并鸣笛抗议，在其他城市也有类似活动出现。分析认为被整肅是因為它形成了線下的亚文化圈子，具有很強的動員能力，觸犯到了當局對組織化行動的管制和戒備。
2018年8月，字节跳动公司宣布推出“皮皮虾”客户端。该客户端除可以绑定今日头条账号外，还能同步“内涵段子”的账号和数据，在多个产品特征上与内涵段子高度相似，有网友表示“内涵段子复活”。对此皮皮虾客户端官方表示，称客户端为“主打轻幽默内容的全新产品”，至于一些网友质疑的“内涵段子复活”则没有作出回应。8月9日，字节跳动公司宣布自当日24:00起，停止“皮皮虾”客户端同步今日头条体系账号的服务。此前同步的投稿、收藏以及评论内容也将被清除。